# Japonichilo
Japonichilo là một chi bướm đêm thuộc họ Crambidae.